# Bièvre (Sarre)
La Bièvre è un fiume della Francia che nasce nel territorio del comune di Walscheid, dipartimento della Mosella, ai piedi dei colli dell'Hohwalsch e del Bloecherplatz. 
Come tutte le altre Bièvre di Francia, prende il nome dal gallico bebros (« castoro »).
Essa è un affluente della Saar (o Sarre) alla quale si congiunge a nord di Sarrebourg dopo un percorso di 24,8 km.
Essa attraversa i comuni seguenti, tutti situati nel dipartimento della Mosella: Walscheid, Troisfontaines, Hartzviller, Schneckenbusch, Buhl-Lorraine e Réding.
La valle della Bièvre fu per lungo tempo frequentata (prima, durante e dopo il Medioevo) dai viaggiatori provenienti dalla Lorena che desideravano raggiungere l'Alsazia senza passare dal colle di Saverne che allora era di difficile accesso. 
Sulle rive della Bièvre, fino a metà del XX secolo, si trovavano numerosi mulini ad acqua: se ne contano 14 sui 24 chilometri del fiume. Altre industrie si sono sviluppate lungo la Bièvre: vetrerie e cristallerie (Vallérysthal a Troisfontaines, Hartzviller), taglio di vetri, fornaci per tegole, segherie.

## Idronimi
Biberacha, Biberaha, Bibaracha (699); Bibaraha (715).